# 亚马逊HQ2
亚马逊HQ2是美国亚马逊公司的第二总部，位于弗吉尼亚州阿灵顿县水晶城。建成后，该总部将与公司目前在西雅图的总部地位相等。一期可容纳14，000名员工，预计将于2023年开业。
亚马逊于2017年9月提出了该项计划，很快得到了美国，加拿大，墨西哥二百余座城市的积极响应。2019年，亚马逊宣布第二总部位于維吉尼亚州的阿灵顿县。

## 选址要求
亚马逊对第二总部的选址要求包括：
- 位于人口超过百万的大都会区
- 稳定、友好的商业环境
- 距离人口中心不超过30英里
- 距国际机场不超过45分钟车程
- 1至3英里内可达主要高速公路/主干道
- 公共交通便利
- 办公空间可在未来扩充至800万平方英尺

此外，亚马逊还希望附近的机场有直达西雅图、纽约、旧金山与华盛顿特区的航班，并能够毗邻高水平大学。

## 国家着陆
国家着陆是北弗吉尼亚的一个地区，包括阿灵顿县的水晶城、五角城和亚历山德里亚市的波托马克场三个社区，已被宣布为亚马逊公司HQ2总部项目所在地。虽然该地区的重建工作早在2014年就已经开始，但跨司法管辖区社区在2018年被贴上了"国家登陆"的标签，并被宣布为当地经济发展计划的一部分，旨在将亚马逊 HQ2 引入该地区。公告还包括在该地区建造弗吉尼亚理工大学研究生院卫星大学校园的计划。“国家着陆”的名字由来是自该地区靠近罗纳德·里根华盛顿国家机场。
该地区包括现有的华盛顿地铁的水晶城站以及规划的波托马克场站。弗吉尼亚铁路特快（VRE）通勤铁路系统也有同名的水晶城站。地铁，一个公共汽车快速交通系统，贯穿该地区，有15个车站覆盖该地区从阿灵顿的五角大楼城市站到亚历山大的布雷多克路站（南国家着陆），其中一些路线位于一个独家巴士道。该地区的未来规划包括一座人行天桥，将国家着陆与里根国家机场连接起来，并改善现有的地铁站。
弗吉尼亚提供了基于绩效的激励措施，其中包括为亚马逊创造的首批25，000个工作岗位提供5.5亿美元的劳动力现金补助，到2030年，他们的平均工资为15万美元。到2034年，该州将为接下来创造的12，850个符合条件的工作岗位额外提供2亿美元。阿灵顿县还将额外提供2 300万美元的现金赠款，将在15年内发放，但条件是亚马逊达到一定的办公规模，并逐步增加从该县酒店房间征收的税收收入。该县还提供了约2800万美元的基础设施改善与五角大楼城和水晶城地区的财产税。根据弗吉尼亚经济发展伙伴关系，该州的初始报价实际上接近10亿美元。当亚马逊告诉州政府官员他们将获得一半的工作岗位时，亚马逊决定"基本上将（激励措施）削减一半左右"。

### 第一阶段：大都会公园
亚马逊HQ2包括多个租赁和建造的办公空间。2020年初开始建设其第一座HQ2项目，该建筑因靠近同名公共公园而被称为大都会公园(Metropolitan Park)。
水晶城的两座现有建筑南贝尔街1800号和水晶大道1770号（原 水晶大道1750号）正在进行广泛翻修，以作为亚马逊的临时办公空间，2019 年 3 月，第三栋大楼 南18号街241号进行了较小的翻修;次月，亚马逊悄悄地开始为软件开发工程师和软件经理提供 HQ2 职位。2019年6月，该公司将第一批员工迁入新租赁的办公空间，一年后，亚马逊表示，该公司约有1000名员工，算作HQ2员工。

### 第二阶段：螺旋(Helix)已搁浅
2021年2月2日，该公司宣布了其位于阿灵顿的总部二期工程的设计方案。在承认COVID-19对实体工作场所未来的影响的同时，它强调"被大自然包围的可持续建筑"和"通过为当地居民创造一个新的目的地来促进一个开放和诱人的社区"。公告的重点是一座名为"螺旋"(Helix)作为玻璃双螺旋结构与景观的建筑，未来在周末向公众开放。2023年2月，该公司推迟了HQ2第二阶段的开发计划。